# V jak vendetta (film)
V jak Vendetta – amerykański film fabularny z 2005 roku, którego akcja rozgrywa się w Londynie w dystopicznym społeczeństwie przyszłości. Przedstawia historię tajemniczej, zamaskowanej postaci występującej pod pseudonimem V – powstaniec, który chce doprowadzić do przewrotu społeczno-politycznego w kraju, jednocześnie dążąc do własnej zemsty.
Film jest adaptacją komiksu V jak vendetta Alana Moore’a i Davida Lloyda. V jak vendetta został wyreżyserowany przez Jamesa McTeigue’a i wyprodukowany przez Joela Silvera oraz Lanę i Lilly Wachowskie, autorów scenariusza.
W rolach głównych wystąpili: Natalie Portman jako Evey Hammond, Hugo Weaving jako V, Stephen Rea jako Inspektor Finch i John Hurt jako Kanclerz Sutler.
Film miał początkowo wejść na ekrany kin w piątek, 4 listopada 2005 roku – dzień przed 400. rocznicą nocy Guya Fawkesa, ale premiera została przesunięta na 17 marca 2006 r. Został dobrze przyjęty zarówno przez widownię, jak i krytyków. Po porażce Ligi Niezwykłych Dżentelmenów i Z piekła rodem Alan Moore odmówił jego obejrzenia. Twórcy filmu usunęli niektóre anarchistyczne wątki i wzmianki o narkotykach, które występowały w oryginalnym komiksie oraz zmienili morał, dostosowując go do aktualnej sytuacji politycznej. Ponieważ w V jak vendetta polityka jest drażliwym tematem, film przyciągnął widzów o różnych poglądach i otrzymał zarówno przychylne, jak i szorstkie recenzje.

## Fabuła
Tytułowy bohater filmu to anonimowy człowiek, który rzekomo zmarł dawno temu w pożarze tajnego laboratorium, gdzie wraz z innymi był poddawany okrutnym badaniom. Dwadzieścia lat po tym wydarzeniu przebrany w czarny płaszcz oraz maskę Guya Fawkesa pragnie zemsty na ludziach, którzy stali za mordem tysięcy osób.
Po początkowych napisach następuje prolog, pokazujący aresztowanie i egzekucję Guya Fawkesa. Akcja filmu jest osadzona w futurystycznym Londynie, stolicy totalitarnej Wielkiej Brytanii, rządzonej przez partię o nazwie „Norsefire”. Evey Hammond zostaje uratowana przed tajną policją – the Finger – w momencie próby gwałtu. Jej obrońca nosi maskę Guya Fawkesa i przedstawia się jako „V”. Po uratowaniu Evey zabiera ją na dach, aby była świadkiem przeprowadzonego przezeń spektakularnego zniszczenia gmachu sądu Old Bailey. Reżim tłumaczy to społeczeństwu jako planowane wyburzenie, lecz po przejęciu przez V kontroli nad państwową stacją telewizyjną okazuje się to kłamstwem. Zamaskowany mężczyzna emituje orędzie wzywające obywateli Brytanii, aby powstali i zebrali się wraz z nim przed budynkiem Parlamentu 5 listopada za rok, sugerując, że go wysadzi.
Pracująca w British Television Network Evey pomaga V w ucieczce z gmachu telewizji, a on zabiera ją do swojej kryjówki, Galerii Cieni, i mówi, że powinna pozostać w ukryciu dla własnego bezpieczeństwa. Po odkryciu morderstw V na urzędnikach rządowych, Evey, przerażona i pełna obrzydzenia do jego postępowania, postanawia uciec. Próbując się wydostać z Galerii Cieni, pokrótce opowiada V o swej rodzinie i przeszłości oraz dopytuje się, czy w jakikolwiek sposób mogłaby mu pomóc. Wtedy V wymyśla plan dostania się do sypialni Anthony’ego Lillimana, skorumpowanego biskupa-pedofila, który pomógł Norsefire dojść do potęgi, jednak, aby tego dokonać, potrzebuje udziału Evey. Dziewczyna próbuje ostrzec biskupa przed niebezpieczeństwem, ale on jej nie wierzy. Po tym, jak pojawia się V i zabija Lillimana, Evey ucieka i ukrywa się w domu swego szefa z BTN, Gordona Deitricha. On okazuje się skrytym homoseksualistą i kolekcjonerem zakazanych dzieł sztuki oraz literatury. Gdy Gordon w ostatniej chwili zmienia treść swojego programu telewizyjnego, parodiując Wielkiego Kanclerza, tajna policja Finger robi nalot na jego dom, aresztując go. Evey zostaje pojmana, uwięziona i torturowana przez wiele dni (m.in. zgolono jej głowę), znajdując pocieszenie jedynie w zapiskach pozostawionych przez byłą więźniarkę o imieniu Valerie, prześladowaną, ponieważ była lesbijką. W więzieniu grożą Evey śmiercią, jeżeli nie ujawni miejsca pobytu lub tożsamości V; dziewczyna oświadcza, że woli raczej umrzeć i wtedy zostaje uwolniona. Odkrywa, że cały czas była w Galerii Cieni, a jej uwięzienie zostało wyreżyserowane przez V. Zmuszając Evey, by wycierpiała to, co on przeszedł w karcerze Larkhill, V liczył, że zrozumie ona, że „nieskazitelność”, „ta ostatnia cząstka nas”, jest ważniejsza niż nasze życie. Evey początkowo oskarża anarchistę o to, co jej zrobił, ale później dochodzi do wniosku, że te doświadczenia pozwoliły jej wyzbyć się strachu i powrócić do normalnego życia w Londynie. Opuszcza Galerię Cieni, obiecując wrócić przed 5 listopada.
Tymczasem Inspektor Eric Finch, szef policji Norsefire, zostaje przydzielony do sprawy V. Podczas obławy na przestępcę, dowiaduje się jak Norsefire doszła do władzy oraz o początkach V. Przed czternastoma laty, Brytania prawie upadła w następstwie wojny i terroryzmu. Ultra-konserwatywna partia Norsefire przeprowadziła reakcyjną czystkę polityczną, przywracając porządek; tak zwani „wrogowie publiczni” – każdy, kto nie był chrześcijaninem i heteroseksualistą – znikał nocą w niewyjaśnionych okolicznościach. Kraj, głęboko podzielony przez utratę wolności, zjednoczył się w obliczu ataku bioterrorystycznego, który zabił 80000 ludzi. Strach wywołany atakiem pozwolił Norsefire uciszyć opozycję oraz wygrać następne wybory miażdżącą większością głosów. Niebawem lekarstwo przeciw wirusowi, użytemu podczas ataku, zostało wynalezione. Dzięki cichemu przyzwoleniu społeczeństwa, Norsefire przekształciła Brytanię w państwo totalitarne, ze swoim przywódcą Adamem Sutlerem jako Wielkim Kanclerzem. Mimo to, Finch wkrótce odkrywa, że katastrofa była akcją przeprowadzoną przez Norsefire w celu przejęcia władzy. Wirus otrzymano w wyniku barbarzyńskich doświadczeń na „społecznych zboczeńcach” i przeciwnikach politycznych w karcerze Larkhill. V – więźnia Larkhill – także poddawano eksperymentom, ale nie zmarł jak inni; tortury nadały mu prawie nadludzkie zdolności fizyczne i intelektualne za cenę strasznego oszpecenia twarzy. V przeżył jako jedyny z 48 „obiektów badań”. Ostatecznie udało mu się uciec z karceru przez wysadzenie w powietrze swojej celi, poprzysiągł wtedy zemstę reżimowi Norsefire.
Im bliżej 5 listopada, tym bardziej orędzie V zaczyna niszczyć potęgę rządu. Społeczeństwo coraz odważniej utożsamia się z bohaterem w masce, dorastając do pytań o ucisk, w jakim dotychczas żyli. W przeddzień 5 listopada Evey ponownie odwiedza V, który pokazuje jej pociąg wypełniony materiałami wybuchowymi. Ma on wysadzić budynek Parlamentu, przejeżdżając przez opuszczone londyńskie metro. V zleca jego uruchomienie Evey, wierząc, że ostateczną decyzję powinien podjąć ktoś ze społeczeństwa, które chce wyzwolić. Sam idzie na spotkanie z szefem tajnej policji Peterem Creedy’im, który zgodził się wydać mu Kanclerza w zamian za jego poddanie się. V zręcznie pokierował Finchem, aby ten objął Creedy’ego specjalnym nadzorem policyjnym, a później przekonał lidera partii, że był to rozkaz Sutlera, który przygotowywał się do zrzucenia odpowiedzialności na Creedy’ego w razie ewentualnego upadku reżimu. Creedy strzela w głowę biadolącego Kanclerza w obecności V, ale on, zamiast poddać się, zabija Creedy’ego i jego ludzi. Śmiertelnie postrzelony wraca do Evey. Przed śmiercią dziękuje i wyznaje jej swoją miłość. Evey umieszcza jego ciało w pociągu z materiałami wybuchowymi, nawiązując do tradycyjnego pogrzebu wikingów.
Evey ma właśnie uruchomić pociąg, gdy zostaje odkryta przez Inspektora Fincha. Dowiedziawszy się wiele o korupcji reżimu Norsefire, Finch pozwala jej działać. W tym samym czasie, setki tysięcy londyńczyków, w maskach Guya Fawkesa, maszeruje w kierunku parlamentu, żeby zobaczyć eksplozję. Wśród tłumu są postacie, które pojawiły się w czasie filmu (nawet te, które zabito). Ta ogromna manifestacja jest odpowiedzią społeczeństwa na śmierć dziewczynki, która nosiła maskę Guya Fawkesa po tym, jak Kanclerz Sutler uznał to za akt przestępczy. Zabójcą okazał się nadgorliwy oficer tajnej policji Finger, zawiadomiony przez sąsiadów, prawdopodobnie zabitych w odwecie. Ponieważ Creedy i Kanclerz nie żyją, wojsko nie interweniuje w obliczu rewolty. Budynek Parlamentu, jak Old Bailey, zostaje zniszczony przez serię wybuchów, podczas gdy z ulicznych megafonów słychać finał Uwertury 1812 Czajkowskiego. Na pobliskim dachu, Evey i Finch wspólnie oglądają całe zajście, mając nadzieję na lepszą przyszłość.

## Obsada
- Hugo Weaving jako V: początkowo w postać V miał wcielić się James Purefoy, ale opuścił plan filmowy po 6 tygodniach z powodu trudności związanych z noszeniem maski podczas całego filmu[5]. Zastąpił go Hugo Weaving, który już wcześniej pracował z Joelem Silver oraz siostrami Wachowskimi nad Trylogią Matriksa jako Agent Smith. Mimo to niektóre fragmenty filmu nadal zawierają sceny z udziałem Purefoya jedynie zdubbingowane przez Weavinga[6].
- Natalie Portman jako Evey Hammond: Reżyser James McTeigue spotkał Portman po raz pierwszy na planie Ataku klonów, gdzie pracował jako asystent reżysera. Przygotowując się do roli, Portman pracowała z dialektologistką Barbarą Berkery aby zagrać ją z angielskim akcentem. Oglądała także filmy takie jak The Weather Underground oraz przeczytała autobiografię Menachema Begina[7]. Aktorka otrzymała wysoką gażę za udział w filmie. Postać Evey Hammond porównuje się do roli Natalie Portman jako Mathildy Lando w filmie Léon[8]. Według Portman, „Związek V i Evey ma takie komplikacje [jak] związek między głównymi bohaterami w tamtym filmie”[9].
- Stephen Rea jako inspektor Eric Finch: kieruje śledztwem w sprawie V. Podczas dochodzenia odkrywa straszną, nawet do wypowiedzenia, zbrodnię rządową. Polityka ani terroryzm nie są obce Stephenowi Rea, żonatego niegdyś z Dolours Price, byłą członkinią IRA, aresztowaną za zbombardowanie Old Bailey. Zapytany, czy to przez politykę zwrócił uwagę na film, Rea odpowiedział: „Cóż, uważam, że nie byłby on zbyt ciekawy, gdyby bazował jedynie na komiksie. Zawarty w filmie aspekt polityczny nadaje mu głębszy wymiar oraz rozmach, no i oczywiście interesowałem się polityką. Czemu nie miałbym?”
- John Hurt jako Kanclerz Adam Sutler: Były konserwatywny parlamentarzysta oraz Podsekretarz Obrony Narodowej, założyciel Norsefire, a także de facto dyktator Brytanii. Hurt zagrał przeciwną rolę w innym dystopijnym filmie: Winstona Smitha, wroga i ofiarę totalitarnego państwa w filmowej adaptacji Roku 1984[10][11].
- Stephen Fry jako Gordon Deitrich: Gospodarz programu talk show, jest skrytym homoseksualistą, który, z powodu ograniczeń wprowadzonych przez reżim, stracił przez lata apetyt. Zapytany w wywiadzie, co mu się podobało w jego roli, Fry powiedział: „Pobicie! Nie byłem nigdy przedtem pobity w filmie, więc byłem bardzo podekscytowany koncepcją bycia zatłuczonym na śmierć”[12].
- Sinéad Cusack jako dr Delia Surridge: główny doktor medycyny laboratorium w karcerze Larkhill. V twierdzi, że tortury i śmierć w Larkhill były jedynymi możliwymi wytłumaczeniami jej badań.
- John Standing jako biskup Anthony James Lilliman: skorumpowany biskup pedofil Westminster Abbey, wprowadzony tam przez Sutlera. W związku z rolą Lillimana Standing zaznacza: „Całkowicie podobało mi się granie Lillimana..., gdyż jest on trochę komiczny i zupełnie skandaliczny. Cudowne do zagrania”[7].
- Tim Pigott-Smith jako Peter Creedy: szef brytyjskiej tajnej policji the Finger (zbrojnego ramienia partii Norsefire), należy do niego prawdziwa władza reżimu[7].
- Rupert Graves jako Dominic Stone: podwładny Inspektora Fincha w dochodzeniu w sprawie V.
- Natasha Wightman jako Valerie Page: jedna ze „społecznie niepożądanych” osób, uwięziona przez rządy Norsefire. Jej symboliczna postać jako ofiara reżimu została dobrze przyjęta przez wielu krytyków LGBT. Krytyk filmowy Michael Jensen pochwalił niezwykle mocny moment sceny z Valerie „nie tylko dlatego, że był tak pięknie zagrany i tak dobrze napisany, ale ponieważ był on całkowicie nie do przyjęcia (w hollywoodzkim filmie)”[13].
- Roger Allam jako Lewis Prothero: „Głos Londonu”, jest „tubą” rządu Norsefire. Odczytywany przez krytyków i publicystów jako parodia amerykańskich prawicowych komentatorów, takich jak Bill O’Reilly i Rush Limbaugh[11][14].
- Ben Miles jako Roger Dascombe: choć nie powiedziano tego wyraźnie, szef Sutlera, dyrektor wydziału propagandy[7].
- Clive Ashborn jako Guy Fawkes: Jego historię opisano na początku filmu i służy ona jako historyczna inspiracja dla V.
- Guy Henry jako Conrad Heyer: członek rządu Norsefire, dyrektor „The Eye,” departamentu zajmującego się inwigilacją.

## Produkcja
V jak Vendetta został zrealizowany przez, w większości tych samych, filmowców zaangażowanych w produkcję trylogii Matrix. W 1988 producent Joel Silver otrzymał prawa do dwóch prac Alana Moore’a: V jak vendetta oraz Watchmen. Siostry Wachowskie były miłośniczkami V jak vendetta i w latach 90., jeszcze przed pracą nad The Matrix, napisały szkic scenariusza wiernego treści powieści graficznej. W czasie postprodukcji drugiej i trzeciej części Matrixa, siostry Wachowskie powróciły do scenariusza V jak vendetta i zaproponowały Jamesowi McTeigue reżyserowanie filmu. Wszyscy troje byli zaintrygowani wątkami oryginalnej powieści, dochodząc do wniosku, że trafnie odnoszą się one do obecnej sytuacji politycznej. Rewidując scenariusz, Wachowskie zabrały się do wprowadzania poprawek streszczających i unowocześniających historię, próbując równocześnie zachować jej integralność i wątki. James McTeigue wymienia film Bitwa o Algier jako mający główny wpływ podczas przygotowań do filmu V jak vendetta.
Moore dosłownie odciął się od filmu z powodu niezaangażowania w scenariusz czy reżyserię, jak również przez trwające dyskusje nad adaptacjami filmowymi jego prac. Zakończył współpracę ze swoim wydawcą, DC Comics, po tym, jak zarządzająca korporacją firma Warner Bros. nie zdementowała plotek o poparciu Moore’a dla filmu. Oświadczył, że scenariusz ma dziurawą fabułę, która toczy się niezgodnie z wątkami jego pracy, gdzie przeciwstawił sobie dwie polityczne skrajności (faszyzm i anarchizm). Uważa, że jego dzieło zostało zamienione w historię „współczesny amerykański neokonserwatyzm kontra amerykański liberalizm”. Zgodnie z jego życzeniem, nazwisko Moore’a nie pojawia się w napisach końcowych filmu. Współautor i ilustrator komiksu David Lloyd popiera film, komentując, że scenariusz jest bardzo dobry, a Moore jest zadowolony wyłącznie w razie wiernego przenoszenia jego komiksów na ekran.

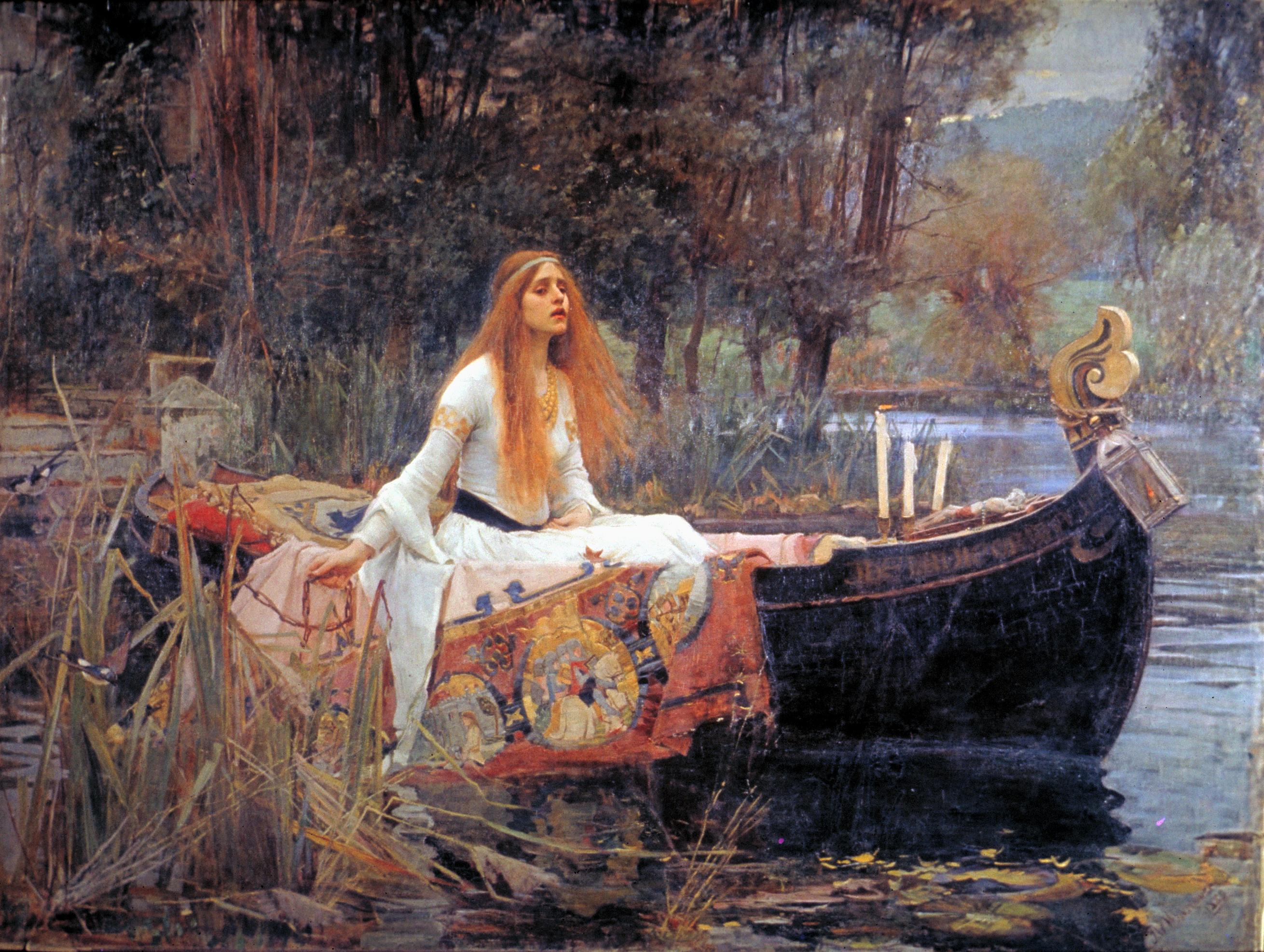
Pani z Shalott – jeden z obrazów w Galerii Cieni

V jak Vendetta nakręcono w Londynie i Poczdamie (Niemcy) w Babelsberg. Znaczna część filmu powstała w studiach filmowych, zaś scenografię poza studiem wykonano w Berlinie dla: wspomnienia zjazdu Norsefire, Larkhill oraz sypialni biskupa Lillimana. Sceny w opuszczonym londyńskim metrze nagrywano na nieużywanej stacji metra Aldwych. Zdjęcia do filmu trwały od marca do czerwca 2005. Ich ostateczną wersję wykonał operator filmowy Adrian Biddle, który zmarł na zawał mięśnia sercowego 7 grudnia 2005.
Film zrealizowano w stylu future-retro, z mocnym zastosowaniem szarych odcieni nadających totalitarnemu Londynowi ponury, zastały wygląd. Największe dekoracje stworzone dla V jak vendetta to Galeria Cieni, zaprojektowana jako skrzyżowanie podziemi z kryptą. Galeria jest domem V, jak również miejscem, w którym przechowuje różne artefakty zakazane przez rząd. Niektóre z dzieł sztuki, wystawionych w galerii, to: Portret małżonków Arnolfini Jana van Eycka, Bachus i Ariadna Tycjana, plakat z filmu Mildred Pierce, Św. Sebastian Andrea Mantegna, Pani z Shalott Johna Williama Waterhouse’a.
Jednym z głównych wyzwań dla filmowców było przywrócenie V do życia spod maski bez wyrazu. Poczyniono znaczny wysiłek, próbując zgrać oświetlenie, grę aktora i jego głos, aby stworzyć właściwy nastrój dla danej sceny. Żeby zapobiec tłumieniu głosu Weavinga przez maskę, w jego włosach nad czołem umieszczono mikrofon w celu ułatwienia postprodukcji, kiedy cały dialog jest ponownie nagrywany.
Do końcowej sceny w Westminster, obszar od Trafalgar Square i Whitehall aż do Parlamentu i Big Bena zamknięto na 3 noce od północy do godziny 5 nad ranem. Był to pierwszy raz, kiedy ten szczególnie chroniony teren (obejmujący 10 Downing Street oraz Ministerstwo Obrony Wielkiej Brytanii) został w ogóle zamknięty, by przystosować go do kręcenia filmu. Syn premiera Tony’ego Blaira – Euan Blair uczestniczył w produkcji V jak vendetta, co (według wywiadu ze Stephenem Fry’em) miało pomóc filmowcom uzyskać to precedensowe pozwolenie dostępu. Wywołało to krytykę Blaira ze strony parlamentarzysty Davida Davisa spowodowaną kontekstem filmu. Jednak twórcy filmu zaprzeczają, jakoby Euan Blair angażował się w sprawę pozwolenia, twierdząc, że otrzymali dostęp dzięki 9-miesięcznym negocjacjom z 14 różnymi ministerstwami i agencjami rządowymi.

## Ścieżka dźwiękowa
Ścieżka dźwiękowa filmu V jak Vendetta została wydana przez Astralwerks Records 21 marca 2006. Większość materiału na płycie została stworzona przez kompozytora Dario Marianelliego. Ważną rolę odgrywają 3 piosenki, które można usłyszeć w czasie filmu: Cry Me a River Julie London, cover piosenki The Velvet Underground – I Found a Reason wykonany przez Cat Power oraz Bird Gerhl Antony and the Johnsons. Jak wspomniano w filmie, te piosenki pochodzą z listy 872 zakazanych utworów z należącej do V szafy grającej Wurlitzer, które „odzyskał” z Ministerstwa Materiałów Niepożądanych. Punkt kulminacyjny uwertury Rok 1812 Piotra Czajkowskiego występuje w końcówce Knives and Bullets (and Cannons too). Uwertura pojawia się także w kluczowych momentach na początku i na końcu filmu.
Podczas napisów końcowych odtworzono 3 utwory nie zawarte w ścieżce dźwiękowej V jak vendetta. Pierwsza z nich to Street Fighting Man The Rolling Stones. Druga jest specjalną wersją BKAB Ethana Stollera. Trzymając się rewolucyjnej wymowy filmu, do piosenki dodano fragmenty On Black Power czarnoskórego lidera nacjonalistycznego Malcolma X oraz Address to the Women of America feministki Glorii Steinem. Ostatnia piosenka to Out of Sight zespołu Spiritualized.
W czasie filmu pojawiły się również fragmenty dwóch klasycznych piosenek bossa nova Antonia Carlosa Jobima: The Girl From Ipanema i Quiet Nights of Quiet Stars. Utwory te zabrzmiały podczas sceny śniadania V i Deitricha, będąc jednym ze sposobów powiązania ze sobą tych postaci. V symfonia Beethovena również odgrywa ważną rolę w filmie, jej pierwsze 4 nuty oznaczają literę „V” w alfabecie Morse’a. Komediowy skecz Gordona Deitricha stylizowany na Benny’ego Hilla parodiujący Kanclerza Sutlera zawiera motyw z utworu Yakety Sax. Budzik inspektora Fincha wydzwania rankiem 4 listopada piosenkę Long Black Train Richarda Hawleya, zawierającą linijkę: Ride the long black train... take me home black train.

## Promocja filmu i premiera
Obsada i filmowcy uczestniczyli w kilku konferencjach prasowych, podczas których odnosili się do kwestii związanych z filmem, m.in. jego autentyczności, reakcji Alana Moore’a na film oraz do jego zamierzonego przesłania politycznego. Wyjaśniano, że film miał być odejściem od niektórych oryginalnych wątków Moore’a. Cytując Hugo Weavinga: „Alan Moore pisał o czymś, co działo się kilka lat temu. Komiks był odpowiedzią na życie w Anglii z czasów Margaret Thatcher... Film jest odpowiedzią na świat, w którym żyjemy dziś. Dlatego uważam, że film i powieść graficzna to dwie różne rzeczy.” W związku z kontrowersyjnym kontekstem politycznym producenci filmu mówią, że „V jak vendetta ma raczej stawiać pytania i włączyć się do dyskusji już obecnej w społeczeństwie niż dostarczać widzom gotowych odpowiedzi, czy też sposobów myślenia”.
Film czerpie obszernie z ducha wydarzeń spisku prochowego z roku 1605, kiedy to grupa katolickich konspiratorów spiskowała w celu zniszczenia budynku Parlamentu i wzniecenia rewolucji w Anglii. Premierę filmu planowano pierwotnie na weekend 5 listopada 2005, 400. rocznicę Spisku, z dopiskiem „Pamiętaj, pamiętaj 5 Listopada”, pochodzącym z tradycyjnej brytyjskiej rymowanki upamiętniającej wydarzenie. Jednak marketingowy chwyt stracił wiele na wartości, gdy datę premiery przesunięto na 17 marca 2006. Spekulowano, że opóźnienie było spowodowane zamachami w Londynie 7 lipca 2005 oraz nieudanym zamachem 21 lipca 2005. Filmowcy zaprzeczali temu, tłumacząc opóźnienia potrzebą czasu na wykończenie wizualnych efektów produkcji. V jak vendetta miało pierwszą poważną premierę 13 lutego na Berlińskim Festiwalu Filmowym. To wydarzenie poprzedziło światową premierę 17 marca 2006 w 3365 kinach w Stanach Zjednoczonych, Wielkiej Brytanii oraz 6 innych państwach.

## Motywy
Fabuła V jak Vendetta może być odbierana w tradycji innych ostrzegających, antyutopijnych powieści takich jak Opowieść podręcznej czy Rok 1984. V jak vendetta przedstawia spisek prochowy jako historyczną inspirację V, przyczyniającą się do jego wyboru czasu, języka i wyglądu. (Przykładowo, nazwiska Rokewood, Percy i Keyes użyte w filmie są także nazwiskami 3 z konspiratorów Spisku). Film zawiera aluzje do książki Aleksandra Dumasa Hrabia Monte Christo, kreśląc wyraźne porównania między V a Edmundem Dantès. (W obu powieściach, bohater ucieka z więzienia, niesprawiedliwie i dramatycznie zasądzonego, latami przygotowując zemstę swoim oprawcom już jako inna osoba). Film wyraźnie ukazuje V raczej jako ucieleśnienie idei niż osobę przez dialogi V oraz przedstawiając go bez przeszłości, tożsamości czy twarzy. Zgodnie z oficjalną stroną internetową: „Użyte przez V maska i postać Guya Fawkesa pełnią zarówno praktyczną i symboliczną funkcję w historii. Nosi maskę, aby ukryć blizny oraz własną tożsamość, przez co staje się kimś więcej niż tylko człowiekiem z rewolucyjną ideą – jako człowiek stanowi ideę”:
Pod tą maską kryje się coś więcej niż ciało... Pod tą maską kryje się idea, Panie Creedy, a idee są kuloodporne.
Wielu komentatorów i krytyków zauważa podobieństwo między fabułą i stylem filmu a motywami z Upiora w Operze Gastona Lerouxa. Zarówno V i Upiór noszą maski, by ukryć swe zeszpecenie, używają róż, kontrolują innych przez siłę wpływu swej wyobraźni, mają tragiczną przeszłość, a ich motywem działania jest zemsta. Związek V i Evey także ma wiele wspólnego z romantycznym wątkiem Upiora w Operze, kiedy zamaskowany Upiór zabiera Christine Daaé do swej podziemnej kryjówki, aby przekonać ją do zmiany sposobu myślenia.
Jako film o konflikcie między wolnością i państwem, V jak vendetta czerpie scenerię z wielu ikon totalitaryzmu, zarówno rzeczywistych – nazistowskie Niemcy – jak i literackich – orwellowski Rok 1984. Przykładowo, Adam Sutler (którego imię i nazwisko ma brzmienie podobne do Adolf Hitler) głównie pojawia się na wielkich telebimach oraz na portretach w mieszkaniach ludzi, przypominając Wielkiego Brata. Kolejną aluzją do powieści Orwella jest slogan „Siła przez Jedność. Jedność przez Wiarę” wyświetlany w znanych miejscach Londynu, podobnie do „Wojna to pokój. Wolność to Niewola. Niewiedza to Siła” w orwellowskiej Oceanii. Pojawia się także zaczerpnięta od Orwella państwowa masowa inwigilacja obywateli, m.in. przez monitoring. (Wielka Brytania ma obecnie najwyższy na świecie stopień koncentracji systemów monitoringu.) Valerie, jako lesbijka, zostaje umieszczona w karcerze, stając się obiektem eksperymentów medycznych przypomina eksterminację gejów przez nazistów podczas Holocaustu. Podobny do aryjskiego reżim Norsefire używa, jak partia nazistowska, czerwieni i czerni jako barw partyjnych. Norsefire zastępuje również krzyż św. Jerzego lotaryńskim jako ich symbolem narodowym w stylu nordyckim. Używała go Wolna Francja podczas II wojny światowej, jako tradycyjnego symbolu patriotyzmu, który był odpowiedzią na nazistowską swastykę. Media przedstawiono jako służalcze wobec rządowej propagandy, co charakteryzuje każdy totalitarny reżim.

### Współczesne obawy przed totalitaryzmem
Czuliśmy, że powieść była bardzo przewidująca odnośnie do sytuacji politycznej, jaką mamy w tej chwili. Pokazywała, co naprawdę może się wydarzyć, kiedy rząd panuje nad społeczeństwem zamiast kierować się jego zdaniem. Nie uważam, aby wielkim odkryciem była uwaga, że takie rzeczy mogą się zdarzyć, kiedy przywódcy przestają słuchać ludzi.

W celu uwspółcześnienia filmu, jego twórcy nawiązali do aktualnych spraw, bliskich widzom roku 2006. Według Los Angeles Times: „Stając wobec bogactwa zaczerpniętych z życia przykładów z obszarów rządowej inwigilacji, tortur, kampanii strachu i manipulacji mediami, nie wspominając nawet korupcji oraz hipokryzji religijnej, nie możemy winić filmowców za to, że mieli pole do porównań z bieżącymi wydarzeniami.” Odnajdziemy również wzmianki o pandemii ptasiej grypy, podobnie jak powszechne stosowanie przez reżim identyfikacji biometrycznej, sieci wywiadu elektronicznego oraz psychoanalizy.

Zakazany przez Norsefire plakat-protest (z tajnej kolekcji Gordona Deitricha) – połączenie amerykańskiej i brytyjskiej flagi ze swastyką i napisem Koalicja Woli, Ku Mocy, nawiązuje do wielonarodowych sił w Iraku

Wielu krytyków filmowych, politycznych komentatorów i dziennikarzy dostrzegło w filmie także kilka aluzji do wydarzeń wokół obecnej administracji prezydenta George’a W. Busha. Zaliczają się do nich „czarne worki” na głowach więźniów Larkhill nawiązujące do upokarzającego torturowania więźniów przez amerykańskich żołnierzy w Abu Ghraib w Iraku oraz Guantanamo na Kubie, jakkolwiek szkic scenariusza „sprzed” Matrixa zawierał już motyw „czarnych worków”. W Londynie ogłoszono również „żółty poziom” alarmu, podobny do amerykańskiego rządowego Systemu Ostrzegania Przed Zagrożeniem Atakami Terrorystycznymi, gdzie poziomy zagrożenia oznaczone są kolorami od zielonego, przez niebieski, żółty, pomarańczowy, aż do czerwonego. Jednym z zakazanych przedmiotów w tajemnej piwnicy Gordona jest plakat-protest, przedstawiający połączenie amerykańskiej i brytyjskiej flagi ze swastyką i tytułem „Koalicja Woli, Ku Mocy.” Prawdopodobnie nawiązuje on do wielonarodowych sił w Iraku („koalicja woli”). (Jednocześnie, można to odczytać jako aluzję do koncepcji woli mocy Fryderyka Nietzsche). W filmie używa się także terminu „rendition”, w odniesieniu do sposobu, w jaki reżim usuwa ze społeczeństwa niepożądane jednostki. Jest nawet krótka scena (wspomnienie Valerie), zawierająca autentyczny materiał z demonstracji przeciwko wojnie w Iraku, ze wzmianką o Prezydencie George’u Bushu. W końcu, w filmie wielokrotnie pojawiają się określenia „wojna Ameryki” oraz „wojna, którą rozpoczęła Ameryka”, jak również prawdziwe relacje z wojny w Iraku.
Współczesny obraz Stanów Zjednoczonych ucieleśnia postać Lewisa Prothero. Jego akta wojskowe wydają się być aluzją do wojny w Iraku oraz innych częściach Bliskiego Wschodu politycznie niestabilnych („Irak, Kurdystan, Syria: przed i po, Sudan”). Jako gospodarz talk show „Głos Londynu”, Prothero przywołuje postaci konserwatywnych amerykańskich komentatorów takich jak Bill O’Reilly i Rush Limbaugh (Prothero, jak i Limbaugh zażywał narkotyki). Co więcej, przez swoje wypowiedzi o Bogu, gejach i muzułmanach, Prothero jest karykaturą religijnych prawicowych komentatorów (np. Pat Robertson). (Prothero wspomina, że Stany Zjednoczone upadły przez „bezbożność”.)
Mimo specyficznych amerykańskich odniesień, w filmie poruszono szereg problemów znacznie wykraczających poza amerykańską administrację. Zapytany czy BTN bazowała, czy też nie, na kontrowersjach i zarzutach o stronniczość wobec Fox News Channel James McTeigue odpowiedział: „Tak. Ale nie tylko Fox. Każdy jest zamieszany w tego rodzaju rzeczy. To mógł być równie dobrze brytyjski Sky News Channel, także część News Corp”.

## Przyjęcie filmu

### Box office
W grudniu 2006 V jak vendetta zarobił 70 511 035 dolarów w Stanach Zjednoczonych oraz 62 000 000 dolarów w innych państwach. W dniu premiery film miał największe wpływy kasowe w całych Stanach, średnio 8 742 504 USD, przez weekend pozostał numerem jeden, zarabiając ok. 25 642 340 USD. Jego największy rywal, Miłość na zamówienie, osiągnął wpływy w wysokości 15 604 892 USD. V jak vendetta debiutował jako numer jeden na Filipinach, w Singapurze, Korei Południowej, Szwecji i na Tajwanie. Mimo że akcja filmu rozgrywa się w Wielkiej Brytanii, nie zdobył on brytyjskich kin podczas pierwszego weekendu; na ekranach królowała wtedy Różowa Pantera. V jak vendetta wyświetlano także w 56 kinach IMAX w Ameryce Północnej, gdzie zarobił 1,36 mln USD w czasie pierwszych 3 dni.

## Reakcje krytyków
Film spotkał się z pozytywną reakcją krytyków. 72% z 248 recenzji zebranych przez Rotten Tomatoes zostało przez redaktorów serwisu uznane za pozytywne, a średnia ważona ocen wystawionych na ich podstawie wyniosła 6,78 / 10.
W serwisie Metacritic średnia ważona ocen wystawionych na podstawie 39 recenzji wyniosła 62 na 100
Ebert & Roeper dają filmowi 2 pozytywne oceny, a Roger Ebert uważa, że w V jak vendetta „prawie zawsze dzieje się coś właściwie interesującego, zachęcając nas do odszyfrowania postaci i wątków, aby zobaczyć, najbliżej których się znajdziemy”. Margaret Pomeranz i David Stratton z At the Movies twierdzą, że pomimo ukrytej przez cały film twarzy Hugo, mamy do czynienia z dobrą grą aktorów i interesującą fabułą, dodając, że film jest również kłopotliwy, ze scenami przypominającymi nazistowskie Niemcy. Jonathan Ross z BBC to jeden z ostrych krytyków filmu, nazywa go „bolesną, dołującą porażką” oraz twierdzi, że „obsada znanych, znakomitych talentów takich jak John Hurt czy Stephen Rea ma małą szansę pomóc wrakowi scenariusza braci Wachowskich, szczególnie z jego ubogimi dialogami”. Z kolei Harry Guerin z irlandzkiej stacji telewizyjnej RTÉ uważa, że film „funkcjonuje jako polityczny thriller, przygodowy i społeczny komentarz i zasługuje na widownię, w przeciwnym razie przegapiłaby ona któryś/wszystkie z 3 gatunków”, dodając, że stanie się on „kultowym, a jego ocena będzie rosła z upływem czasu”.
W numerze Filmu z kwietnia 2006 jako główną recenzję filmu zamieszczono tekst Barbary Koseckiej, w którym recenzentka nazywa V jak vendetta „gatunkowym Frankensteinem”, w którym „zabrakło iskry”, zaś jedyną rzeczą, która ją zaintrygowała, była ewentualna nieobecność Weavinga na planie, podczas której mógł być zastąpiony innym aktorem. Od tejże recenzentki film otrzymał ocenę 2 (w skali szkolnej). W rubryce 9 gniewnych ludzi w numerze czerwcowym V jak vendetta otrzymało – również w skali szkolnej – średnią ocen 3,25 (dwie czwórki, sześć trójek, jeden krytyk nie ocenił filmu). Cieplej przyjęto film w e-zinie Esensja, gdzie uzyskał średnią ocen 7,00 (w skali 1-10). Jerzy Rzymowski zrecenzował film (w wersji DVD) dla Nowej Fantastyki (2006/12), oceniając go pozytywnie na 5 (w skali 1-6).

### Komentarze polityczne
V jak vendetta porusza problemy rasy, seksualności, religii, totalitaryzmu oraz terroryzmu. Kontrowersyjna fabuła i wątki filmu uczyniły go obiektem zarówno krytyki, jak i pochwał ze strony różnych grup społecznych i politycznych.
„Anarchia wydaje się tworzyć społeczności i podejmować demokratyczne decyzje.”
Niektóre grupy anarchistów odrzuciły film, wykorzystując go równocześnie do promowania anarchizmu jako politycznej filozofii. 17 kwietnia 2006 New York Metro Alliance of Anarchists (NYMAA) oskarżyło DC Comics i Time Warner o rozmywanie oryginalnego przesłania powieści na korzyść przemocy i efektów specjalnych. David Graeber, anarchistyczny naukowiec i profesor Uniwersytetu Yale, nie był zdenerwowany filmem. „Myślałem, że anarchistyczne przesłanie zniknęło w przeciwieństwie do hollywoodzkiego.” Niemniej jednak, Graeber nadal twierdził: „Anarchia wydaje się tworzyć społeczności i podejmować demokratyczne decyzje. To to, czego brakuje hollywoodzkiej interpretacji”. Odwrotnie natomiast wypowiedział się Chris Spannos, anarchistyczny komentator: „V różni się od standardowego bohatera komiksu tym, że jego celem jest właściwie zniknięcie, by upełnomocnić zwykłych ludzi”, i bardzo pozytywnie odniósł się do filmu.
Pomimo braku akceptacji ze strony niektórych anarchistów, film przyniósł nowe zainteresowanie oryginalną powieścią Alana Moore’a, jej sprzedaż gwałtownie wzrosła w Stanach Zjednoczonych. Zgodnie z Publishers Weekly, do końca marca 2006 V jak vendetta była pierwszą powieścią graficzną i czwartą miękko okładkową powieścią fiction w Barnes & Noble oraz stała się numerem jeden wśród powieści graficznych i numerem trzy wśród książek na liście bestsellerów według Amazon.com.
Libertarianie, głównie czytelnicy LewRockwell.com związanego z Instytutem Misesa, widzą film jako pozytywny obraz wolnego społeczeństwa z ograniczonym rządem i wolnym rynkiem, określając państwowy terroryzm jako większe zło oraz usprawnienie machinacji politycznych, podczas gdy działania V nazywane są „terrorystycznymi”, dlatego że dokonuje ich jednostka. Justin Raimondo, libertariański redaktor Antiwar.com, pochwalił film za jego socjopolityczną samoświadomość i odczytał jego sukces za „pomoc w zwalczaniu kulturalnych bzdur, jakimi karmi się Partia Wojny”.
Niektóre prawicowo-chrześcijańskie grupy w Stanach Zjednoczonych krytykowały negatywny obraz chrześcijaństwa oraz życzliwe przedstawienie homoseksualistów i islamu w filmie. Ted Baehr, członek Christian Film and Television Commission, nazwał V jak vendetta „podłym, proterrorystycznym utworem neomarksistowskiej, lewicowej propagandy pełnej radykalnych poglądów seksualnych oraz przykrych ataków na religię i chrześcijaństwo”. Don Feder, konserwatywny felietonista, określił V jak vendetta „dotychczas najbardziej antychrześcijańskim filmem,” który „łączy w sobie cały celuloid lewicowych paranoidalnych fantazji”. Jednocześnie, komentatorzy LGBT chwalą film za jego pozytywny obraz gejów, a pisarz Michael Jensen nazywa go „jednym z najbardziej progejowskich”.
Dave Saldana z lewicowej grupy medialnej Z Communications (ZNet) mówi, że akty terroryzmu państwowego Norsefire mogłyby „pochodzić z dzisiejszej gazety: tajne sądy, tajne więzienia, polityczne kozły ofiarne nagle znikające i torturowane, zbyt bliskie powiązania między wielkim biznesem a rządem, zarozumiałe osobowości telewizyjne i zdeprawowani przywódcy religijni pomagający rządowi w brudnej robocie, oraz bezlitośni polityczni zwolennicy pociągający za sznurki”. Natomiast krytyk filmowy David Walsh z World Socialist Web Site krytykuje postępowanie V jako „antydemokratyczne” oraz wskazuje film jako przykład „upadku ideologii anarcho-terrorystycznej” twierdząc, że ponieważ ludzie nie odegrali w rewolucji żadnej roli (chociaż pogląd ten zdementowano później w filmie, gdy ludzie zgromadzili się przed budynkiem parlamentu, by wesprzeć V i upomnieć się o swe prawa), nie będą oni zdolni stworzyć „nowego wolnego społeczeństwa”.

## Różnice pomiędzy filmem a komiksem
Fabuła filmu jest adaptacją komiksu Alana Moore’a pierwotnie wydawanego w latach 1982–1985 w angielskiej antologii komiksu Warrior, wznowionego i skompletowanego przez DC Comics. Później opublikowano je w formie powieści graficznej, wydając je ponownie w Stanach Zjednoczonych nakładem Vertigo DC, a w Wielkiej Brytanii – Titan Books.
Istnieje kilka zasadniczych różnic między adaptacją filmową a źródłowym komiksem. M.in., powieść Alana Moore’a została stworzona jako odpowiedź na brytyjski thatcheryzm we wczesnych latach ’80, przedstawiając konflikt między faszystowskim państwem a anarchią, podczas gdy fabuła filmu została zmieniona przez Wachowskie, by pasowała do współczesnego kontekstu politycznego. Alan Moore zarzuca producentom, że przez takie działania opowieść przeistoczyła się w amerykańsko centryczny konflikt między liberalizmem a neokonserwatyzmem, rezygnując z oryginalnych anarchistyczno-faszystowskich wątków. Moore twierdzi: „Na tyle, na ile zauważyłem, nie wspomniano o anarchii. Kompletnie złagodzono faszyzm. Mam na myśli to, że jakiekolwiek nawiązania do czystości rasowej zostały wycięte, podczas gdy w rzeczywistości faszyści byli w tej sprawie bezlitośni”. (Mimo usunięcia rasowych elementów reżimu w filmie pozostał aryjski superbohater Storm Saxon.) Co więcej, w oryginalnej powieści, Moore starał się zachować moralną dwuznaczność, przedstawiając faszystów nie jako karykatury, ale jako realistyczne nakreślone postaci. Natomiast czasowe ograniczenia filmu sprawiły, że fabuła musiała pominąć niektóre postaci, szczegóły czy wątki z oryginalnej powieści.
Wiele postaci z powieści graficznej przeszło w filmie znaczące zmiany. V ucharakteryzowano na romantycznego wojownika o wolność, zatroskanego śmiercią niewinnych osób, a nawet śniadaniem („egg in the basket”) dla Evey. Natomiast w powieści graficznej, to bezlitosny anarchista, żądny zabić każdego, kto wejdzie mu w drogę. Przemiana Evey Hammond jako protegowanej V jest również znacznie bardziej drastyczna w powieści. Od początku filmu jest już ona kobietą pewną siebie z zaczątkiem buntu, podczas gdy w komiksie zaczyna jako niepewna, zdesperowana dziewczyna zmuszana do prostytucji. Na koniec, Evey nie tylko doprowadza do skutku plany V, jak pokazano w filmie, ale także przyjmuje jego tożsamość. Inspektor Finch, w przeciwieństwie do swego filmowego odpowiednika solidaryzującego się z V, jest zdeterminowany powstrzymać przestępcę tak bardzo, że posuwa się nawet do zażywania LSD, aby osiągnąć jego stan umysłu. Postaci, które całkowicie pominięto w filmie lub zmarginalizowano ich role, to m.in. Rose Almond, Alistair Harper oraz Pan i Pani Heyer.
Czarne charaktery powieści graficznej także zmieniono na potrzeby adaptacji filmowej. Kanclerz z tekstu Moore’a jest brutalnym dyktatorem, ale także samotnym, nieudacznikiem społecznym, który szczerze wierzy w faszyzm oraz ostatecznie pragnie jedynie być akceptowanym i kochanym przez ludzi (film pomija wszystkie te cechy charakteru). Tymczasem Creedy ewoluuje z relatywnie drugorzędnej postaci w powieści graficznej w jednego z głównych bohaterów w adaptacji filmowej; okazuje się tam być mózgiem ataku bioterrorystycznego, który Norsefire używa jako pretekstu do rozszerzenia swej władzy. Osobowość Creedy’ego także nieco zmieniono w filmie; w powieści graficznej jest on grubiańskim, małostkowym oportunistą, natomiast w filmie zimnym, wyrachowanym socjopatą, którego V nazywa „człowiekiem bez sumienia, dla którego cel uświęca środki.”
Tło i fabuła filmu również różnią się od pierwotnej historii. Podczas gdy film tylko wspomina wojnę cywilną i upadek Ameryki, w powieści graficznej powiedziane jest, że światowa wojna atomowa zniszczyła większość obszarów poza Brytanią. Przez zimę nuklearną, która spowodowała głód i masowe powodzie, panuje realna obawa, że upadek rządu Norsefire doprowadziłby do katastrofy. Film kończy się raczej pokojowym przewrotem, zaś w komiksie następuje gwałtowne obalenie władzy państwowej. Kolejną różnicę stanowi system komputerowy „Fate”, pominięty w filmie. (W oryginalnej powieści Fate przypomina komputer Wielkiego Brata, służący Norsefire jako oczy i uszy oraz pomocny w wyjaśnieniu, jak V mógł widzieć i słyszeć to, co robił.) Także cele ataków V są inne w komiksie, gdzie na początku niszczy on Parlament i Old Bailey, a na końcu burzy 10 Downing Street. Ważnym wątkiem w filmie jest wirus ‘St Mary’, opracowany i uwolniony przez partię Norsefire jako sposób przejęcia kontroli nad własnym krajem, nieobecny w całej powieści.

## DVD i inne publikacje
V jak vendetta zostało wydane w USA 1 sierpnia 2006 na DVD w trzech formatach: pojedynczy dysk – forma panoramiczna, pojedynczy dysk – forma pełnoekranowa, oraz specjalna edycja panoramiczna na dwóch płytach. Pojedynczy dysk zawiera krótki dodatek zza kulis ekranu i reklamę filmu. Podwójny dysk zawiera trzy dodatkowe filmy dokumentalne nt. filmu, i kilkanaście dodatków dla kolekcjonerów. Na drugiej płycie specjalnej edycji można zobaczyć krótki klip Easter egg Natalie Portman z Saturday Night Live. Film został także wydany w formacie HD DVD.

## Odniesienia
Fragmenty wypowiedzi z filmu zostały użyte na albumie holenderskiej grupy muzycznej Born from Pain pt. Dance with the Devil z 2014 (w utworze pojawił się cytat Good evening London).